# AA Ponte Preta
Ponte Preta, offiziell Associação Atlética Ponte Preta, ist ein brasilianischer Sportverein aus Campinas im Bundesstaat São Paulo, dessen Schwerpunkt im Fußball liegt. Die Vereinsfarben sind Schwarz und Weiß, das Maskottchen ist ein Affe – daher auch der Spitzname des Klubs Macaca.

## Geschichte

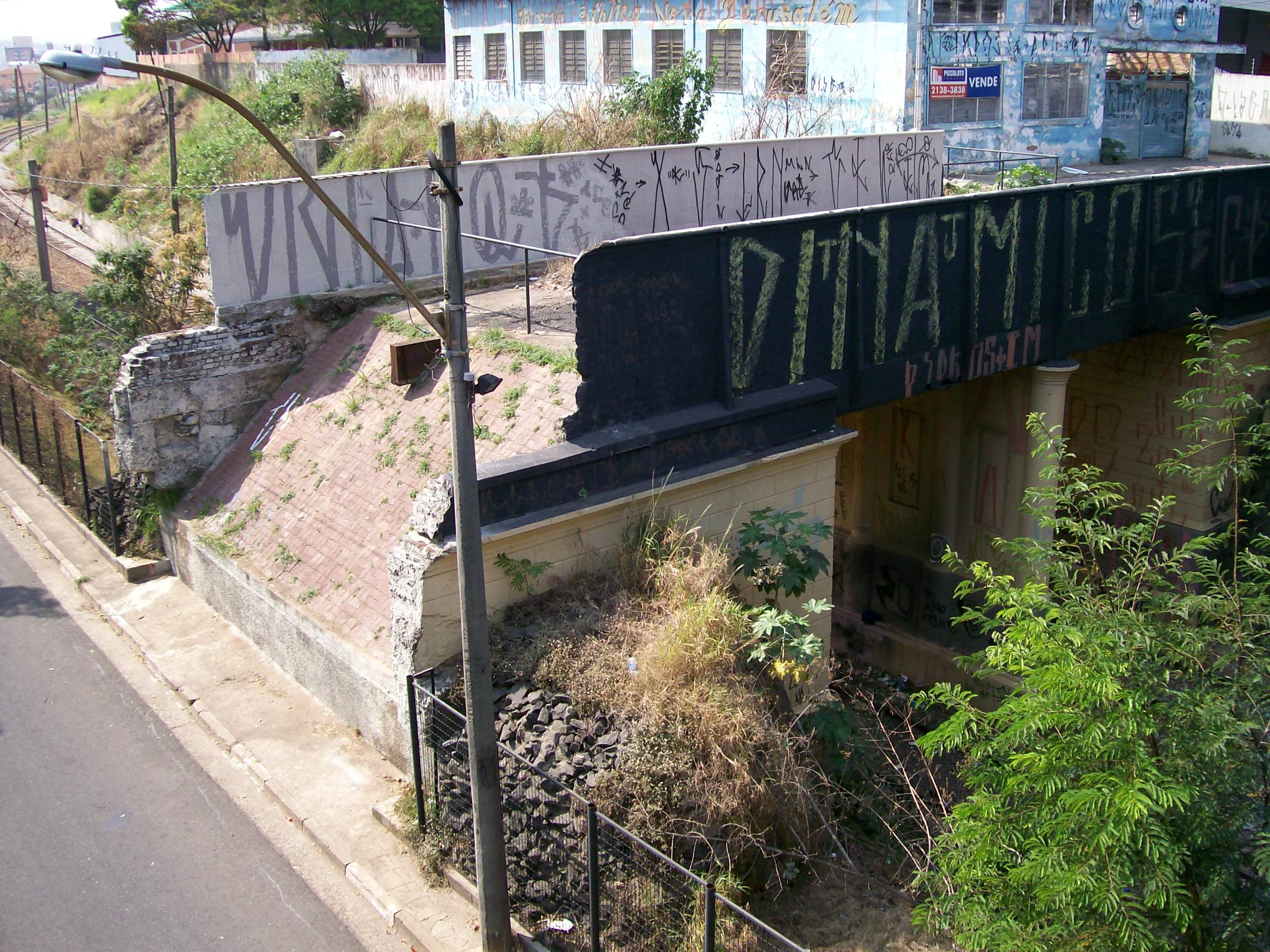
Die Ponte Preta 2007

Der Verein wurde am 11. August 1900 von den Studenten Miguel „Migué“ do Carmo, Luiz „Gigette“ Garibaldi Burghi und Antonio „Tonico Campeão“ de Oliveira gegründet. Der Klub wurde nach einer schwarz bemalten Brücke die nahe dem Gründungsort stand, der „Ponte Preta“, der „Schwarzen Brücke“, benannt. Ponte Pretas erster Präsident war Pedro Vieira da Silva.
1951 wurde der Verein Amateurmeister des Bundesstaates São Paulo, und blieb dabei über 45 Partien hinweg ungeschlagen. 1970, 1977, 1979, 1981 und 2008 wurde AA Ponte Preta Vizemeister des Staates São Paulo. Im nationalen Pokalwettbewerb, der Copa do Brasil, war Ponte Preta 2001 Halbfinalist. In der nationalen Fußballmeisterschaft wurde der Verein 1981 Dritter, nachdem er im Halbfinale denkbar knapp mit 2:3 und 1:0 am eventuellen Titelträger Grêmio Porto Alegre scheiterte.
Als Star der Vereinsgeschichte gilt der hochveranlagte Mittelfeldspieler Oscar Sales Bueno Filho „Dicá“, der ebenso wie der Nationalverteidiger Oscar und der Nationaltorwart Carlos Roberto Gallo „Carlos“ in den erfolgreichen 1970ern bei AA Ponte Preta wirkte.
In der Série B 2024 belegte der Klub den 17. Platz und musste in die Série C, die dritte Liga Brasiliens, absteigen.

## Erfolge
- Staatsmeisterschaft von São Paulo Série A2: 1927, 1933, 1969, 2023

## Stadion
Der Verein trägt seine Heimspiele im Estádio Moisés Lucarelli, das eine Kapazität von 19.722 Zuschauern hat, aus. Das auch Majestoso genannte Fußballstadion wurde am 12. September 1948 eröffnet und war damals das drittgrößte Stadion in Brasilien. Der Zuschauerrekord wurde am 17. August 1970 in einem Spiel gegen FC Santos mit 33.500 Zuschauern aufgestellt.

## Trainer
- Eugênio Machado Souto „Geninho“ (1995)
- Marco Aurélio Moreira (1998–1999, 2002, 2004, 2006, 2007–2009)
- Zetti (2005)
- Sérgio Guedes (2007–2008, 2010)
- Jorginho (2010)
- Paulo César Carpegiani (2013)

## Spieler
- Luis Advíncula
- Oscar
- Carlos Roberto Gallo „Carlos“
- Fábio Luciano
- André Cruz
- Fabiano de Lima Campos Maria